# دو و میدانی در المپیک تابستانی ۲۰۱۶ – دو ۵۰۰۰ متر مردان
| دو و میدانی در بازی‌های المپیک تابستانی ۲۰۱۶ | دو و میدانی در بازی‌های المپیک تابستانی ۲۰۱۶ | دو و میدانی در بازی‌های المپیک تابستانی ۲۰۱۶ | دو و میدانی در بازی‌های المپیک تابستانی ۲۰۱۶ | دو و میدانی در بازی‌های المپیک تابستانی ۲۰۱۶ |
| رویدادهای پیست                              | رویدادهای پیست                              | رویدادهای پیست                              | رویدادهای پیست                              | رویدادهای پیست                              |
| ------------------------------------------- | ------------------------------------------- | ------------------------------------------- | ------------------------------------------- | ------------------------------------------- |
| دو ۱۰۰ متر                                  |                                             | مردان                                       |                                             | زنان                                        |
| دو ۲۰۰ متر                                  |                                             | مردان                                       |                                             | زنان                                        |
| دو ۴۰۰ متر                                  |                                             | مردان                                       |                                             | زنان                                        |
| دو ۸۰۰ متر                                  |                                             | مردان                                       |                                             | زنان                                        |
| دو ۱۵۰۰ متر                                 |                                             | مردان                                       |                                             | زنان                                        |
| دو ۵۰۰۰ متر                                 |                                             | مردان                                       |                                             | زنان                                        |
| دو ۱۰۰۰۰ متر                                |                                             | مردان                                       |                                             | زنان                                        |
| دو ۱۰۰ متر بامانع                           |                                             |                                             |                                             | زنان                                        |
| دو ۱۱۰ متر بامانع                           |                                             | مردان                                       |                                             |                                             |
| دو ۴۰۰ متر بامانع                           |                                             | زنان                                        |                                             | زنان                                        |
| دو ۳۰۰۰ متر با مانع                         |                                             | مردان                                       |                                             | زنان                                        |
| دو ۴ × ۱۰۰ متر امدادی                       |                                             | مردان                                       |                                             | زنان                                        |
| دو ۴ × ۴۰۰ متر امدادی                       |                                             | مردان                                       |                                             | زنان                                        |
| رویدادهای جاده                              |                                             |                                             |                                             |                                             |
| ماراتون                                     |                                             | مردان                                       |                                             | زنان                                        |
| ۲۰ کیلومتر پیاده‌روی                         |                                             | مردان                                       |                                             | زنان                                        |
| ۵۰ کیلومتر پیاده‌روی                         |                                             | مردان                                       |                                             |                                             |
| رویدادهای میدانی                            |                                             |                                             |                                             |                                             |
| پرش طول                                     |                                             | مردان                                       |                                             | زنان                                        |
| پرش سه‌گام                                   |                                             | مردان                                       |                                             | زنان                                        |
| پرش ارتفاع                                  |                                             | مردان                                       |                                             | زنان                                        |
| پرش با نیزه                                 |                                             | مردان                                       |                                             | زنان                                        |
| پرتاب وزنه                                  |                                             | مردان                                       |                                             | زنان                                        |
| پرتاب دیسک                                  |                                             | مردان                                       |                                             | زنان                                        |
| پرتاب نیزه                                  |                                             | مردان                                       |                                             | زنان                                        |
| پرتاب چکش                                   |                                             | مردان                                       |                                             | زنان                                        |
| رویدادهای ترکیبی                            |                                             |                                             |                                             |                                             |
| هفت‌گانه                                     |                                             |                                             |                                             | زنان                                        |
| ده‌گانه                                      |                                             | مردان                                       |                                             |                                             |

رویداد دو ۵٬۰۰۰ متر مردان در بازی‌های المپیک تابستانی ۲۰۱۶ از ۱۶ تا ۲۰ اوت در ورزشگاه المپیک ژائو هاولانژ برگزار شد.

## رکوردها
رکوردهای جهانی و المپیکی موجود تا پیش از این رقابت‌ها به شرح زیر بود..
| رکورد جهانی  | کننیسا بکله (ETH) | ۱۲:۳۷٫۳۵ | هنگلو، هلند | ۳۱ مهٔ ۲۰۰۴  | ویدئو در یوتیوب |
| رکورد المپیک | کننیسا بکله (ETH) | ۱۲:۵۷٫۸۲ | پکن، چین    | ۲۳ اوت ۲۰۰۸ | [ ۲ ]           |

| منطقه                                    |              |                     |                     |
| منطقه                                    | زمان (ثانیه) | ورزشکار             | ملیت                |
| ---------------------------------------- | ------------ | ------------------- | ------------------- |
| آفریقا (رکوردها)                         | ۱۲:۳۷٫۳۵ WR  | کننیسا بکله         | اتیوپی              |
| آسیا (رکوردها)                           | ۱۲:۵۱٫۹۶     | آلبرت روپ           | بحرین               |
| اروپا (رکوردها)                          | ۱۲:۴۹٫۷۱     | محمد مورهیت         | بلژیک               |
| آمریکای شمالی، مرکزی و کارائیب (رکوردها) | ۱۲:۵۳٫۶۰     | برنارد لاگات        | ایالات متحده آمریکا |
| اقیانوسیه (رکوردها)                      | ۱۲:۵۵٫۷۶     | کرگ موترام          | استرالیا            |
| آمریکای جنوبی (رکوردها)                  | ۱۳:۱۹٫۴۳     | ماریلسون دوس سانتوس | برزیل               |

رکورد ملی زیر در طول این رقابت‌ها به ثبت رسید:
| کشور | ورزشکار           | مرحله   | زمان     | توضیحات |
| ---- | ----------------- | ------- | -------- | ------- |
| پرو  | دیوید تورنس (PER) | مقدماتی | ۱۳:۲۳٫۲۰ |         |

## نتایج

### مقدماتی
قانون رده‌بندی: ۵ نفر اول در هر مرحلهٔ مقدماتی (Q) و پنج دوندهٔ سریع بعدی (q) به نیمه‌نهایی می‌روند

#### مقدماتی ۱
| رتبه | ورزشکار           | ملیت                | زمان     | توضیحات |
| ---- | ----------------- | ------------------- | -------- | ------- |
| ۱    | هاگوس گبریوت      | اتیوپی              | ۱۳:۲۴٫۶۵ | Q       |
| ۲    | آلبرت روپ         | بحرین               | ۱۳:۲۴٫۹۵ | Q       |
| ۳    | محمد فرح          | بریتانیای کبیر      | ۱۳:۲۵٫۲۵ | Q       |
| ۴    | جاشوا چپتگی       | اوگاندا             | ۱۳:۲۵٫۷۰ | Q       |
| ۵    | برنارد لاگات      | ایالات متحده آمریکا | ۱۳:۲۶٫۰۲ | Q       |
| ۶    | کالب اندیکو       | کنیا                | ۱۳:۲۶٫۶۳ |         |
| ۷    | هایله الراهیمف    | جمهوری آذربایجان    | ۱۳:۲۷٫۱۱ |         |
| ۸    | آرون کایفل        | اریتره              | ۱۳:۲۹٫۴۵ |         |
| ۹    | الیاس فیفا        | اسپانیا             | ۱۳:۳۰٫۲۳ |         |
| ۱۰   | کموی کمپبل        | جامائیکا            | ۱۳:۳۰٫۳۲ |         |
| ۱۱   | جیکوب کیپلیمو     | اوگاندا             | ۱۳:۳۰٫۴۰ |         |
| ۱۲   | چارلز یوسی مونریا | کنیا                | ۱۳:۳۰٫۹۵ |         |
| ۱۳   | حسن معاد          | ایالات متحده آمریکا | ۱۳:۳۴٫۲۷ | q       |
| ۱۴   | یونس الصالحی      | مراکش               | ۱۳:۴۱٫۴۱ |         |
| ۱۵   | ناماکو نکاسی      | لسوتو               | ۱۳:۴۱٫۹۲ |         |
| ۱۶   | بشیر عبدی         | بلژیک               | ۱۳:۴۲٫۸۳ |         |
| ۱۷   | اولیور ایراباروتا | بوروندی             | ۱۳:۴۴٫۰۸ |         |
| ۱۸   | سم مک‌انتی         | استرالیا            | ۱۳:۵۰٫۵۵ |         |
| ۱۹   | لوکاس بروچت       | کانادا              | ۱۴:۰۲٫۰۲ |         |
| ۲۰   | ریچارد رینگر      | آلمان               | ۱۴:۰۵٫۰۱ |         |
| ۲۱   | مخلد العتیبی      | عربستان سعودی       | ۱۴:۱۸٫۴۸ |         |
| ۲۲   | کوتا مورایاما     | ژاپن                | ۱۴:۲۶٫۷۲ |         |
| ۲۳   | هاری کومار ریمال  | نپال                | ۱۴:۵۴٫۴۲ |         |
| ۲۴   | جیکوب کیپلیمو     | سومالی              | ۱۴:۵۷٫۸۴ |         |
| ۲۵   | روزفلو سیوسی      | جزایر سلیمان        | ۱۵:۴۷٫۷۶ | PB      |

#### مقدماتی ۲
| رتبه | ورزشکار          | ملیت                | زمان     | توضیحات |
| ---- | ---------------- | ------------------- | -------- | ------- |
| ۱    | پل کیپکموی چلیمو | ایالات متحده آمریکا | ۱۳:۱۹٫۵۴ | Q, PB   |
| ۲    | مختار ادریس      | اتیوپی              | ۱۳:۱۹٫۶۵ | Q       |
| ۳    | دیژن گبرمسکل     | اتیوپی              | ۱۳:۱۹٫۶۷ | Q       |
| ۴    | بیرهانو بالو     | بحرین               | ۱۳:۱۹٫۸۳ | Q       |
| ۵    | اندرو بوتشارت    | بریتانیای کبیر      | ۱۳:۲۰٫۰۸ | Q       |
| ۶    | محمد احمد        | کانادا              | ۱۳:۲۱٫۰۰ | q       |
| ۷    | الروی گلانت      | آفریقای جنوبی       | ۱۳:۲۲٫۰۰ | q       |
| ۸    | ابرار عثمان      | اریتره              | ۱۳:۲۲٫۵۶ | q       |
| ۹    | برت رابینسون     | استرالیا            | ۱۳:۲۲٫۸۱ | q       |
| ۱۰   | دیوید تورنس      | پرو                 | ۱۳:۲۳٫۲۰ | q, NR   |
| ۱۱   | فیلیپ کیپیکو     | اوگاندا             | ۱۳:۲۴٫۶۶ | SB      |
| ۱۲   | ایسیاه کیوچ      | کنیا                | ۱۳:۲۵٫۱۵ |         |
| ۱۳   | پاتریک تیرنان    | استرالیا            | ۱۳:۲۸٫۴۸ |         |
| ۱۴   | فلورین اورث      | آلمان               | ۱۳:۲۸٫۸۸ |         |
| ۱۵   | هسکل توئلد       | اریتره              | ۱۳:۳۰٫۲۳ |         |
| ۱۶   | سوگورو اوزاکو    | ژاپن                | ۱۳:۳۱٫۴۵ | SB      |
| ۱۷   | عادل میشال       | اسپانیا             | ۱۳:۳۴٫۴۲ |         |
| ۱۸   | سفیان بوقنطار    | مراکش               | ۱۳:۵۶٫۵۵ |         |
| ۱۹   | علی کایا         | ترکیه               | ۱۴:۰۵٫۳۴ |         |
| ۲۰   | تام فارل         | بریتانیای کبیر      | ۱۴:۱۱٫۶۵ |         |
| ۲۱   | طارق احمد العمری | عربستان سعودی       | ۱۴:۲۶٫۹۰ |         |
| ۲۲   | آنتونیو آبادیا   | اسپانیا             | ۱۴:۳۳٫۲۰ |         |
| ۲۳   | کفاسی چیتسالا    | مالاوی              | ۱۴:۵۲٫۸۹ |         |
| ۲۴   | سان نائینگ       | میانمار             | ۱۵:۵۱٫۰۵ |         |
| ۲۵   | روماریو بیتائو   | سائوتومه و پرنسیپ   | ۱۵:۵۳٫۳۲ |         |
| –    | زهیر عواد        | بحرین               | DNF      |         |

### فینال
| رتبه | ورزشکار          | ملیت                | زمان     | توضیحات  |
| ---- | ---------------- | ------------------- | -------- | -------- |
| 1    | محمد فرح         | بریتانیای کبیر      | ۱۳:۰۳٫۳۰ |          |
| 2    | پل کیپکموی چلیمو | ایالات متحده آمریکا | ۱۳:۰۳٫۹۰ | PB       |
| 3    | هاگوس گبریوت     | اتیوپی              | ۱۳:۰۴٫۳۵ |          |
| ۴    | محمد احمد        | کانادا              | ۱۳:۰۵٫۹۴ |          |
| ۵    | برنارد لاگات     | ایالات متحده آمریکا | ۱۳:۰۶٫۷۸ | SB       |
| ۶    | اندرو بوتشارت    | بریتانیای کبیر      | ۱۳:۰۸٫۶۱ | PB       |
| ۷    | آلبرت روپ        | بحرین               | ۱۳:۰۸٫۷۹ |          |
| ۸    | جاشوا چپتگی      | اوگاندا             | ۱۳:۰۹٫۱۷ |          |
| ۹    | بیرهانو بالو     | بحرین               | ۱۳:۰۹٫۲۶ | PB       |
| ۱۰   | ابرار عثمان      | اریتره              | ۱۳:۰۹٫۵۶ |          |
| ۱۱   | حسن معاد         | ایالات متحده آمریکا | ۱۳:۰۹٫۸۱ |          |
| ۱۲   | دیژن گبرمسکل     | اتیوپی              | ۱۳:۱۵٫۹۱ |          |
| ۱۳   | الروی گلانت      | آفریقای جنوبی       | ۱۳:۱۷٫۴۷ |          |
| ۱۴   | برت رابینسون     | استرالیا            | ۱۳:۳۲٫۳۰ |          |
| ۱۵   | دیوید تورنس      | پرو                 | ۱۳:۴۳٫۱۲ |          |
| –    | مختار ادریس      | اتیوپی              | DQ       | R 163.3b |